# Karrar (char d'assaut)
Le Karrar (persan كرار, littéralement « frappeur ») est un char de combat iranien de troisième génération. Sa production a été annoncée le 12 mars 2017. Lors de l'annonce, il a été déclaré qu'il possédait un système de contrôle de tir électro-optique, un télémètre laser couplé à un ordinateur balistique et qu'il serait capable de tirer sur des cibles fixes et mobiles de jour comme de nuit.

## Histoire
Le Karrar est dévoilé en mars 2017, Téhéran annonce que sa production commencera le 12 mars 2017.
S'adressant à l'agence de presse Tasnim, le général de brigade Kiomars Heidari ajoute que les livraisons du Karrar commenceront en 2018.
Le Corps des Gardiens de la révolution prévoit de se procurer jusqu'à 800 chars de combat Karrar. Le 20 novembre 2020, les modèles de production du Karrar ont été jugés prêts à entrer en service dans l'armée iranienne.

## Design et caractéristiques
L'armement principal du Karrar est un canon lisse de 125 mm équipé d'un extracteur de fumée et d'un manchon anti-arcure. Le char dispose d'une tourelle téléopérée armée d'une mitrailleuse de 12,7 mm montée sur le toit de la tourelle. Le canon principal à la capacité de tirer des missiles antichars. Le Karrar est équipé d'un chargeur automatique.  Ce chargeur automatique pourrait tirer 8 coups par minute. Le compartiment à munitions est équipé de panneaux anti-explosion, afin de permettre à l'équipage de survivre même en cas d'explosion des munitions ; et une protection NRBC a été ajoutée. Le Karrar serait équipé de la dernière génération de blindage composite iranien, avec des panneaux de blindage réactifs (ERA) montés à l'avant du char et de la tourelle. Le char est équipé de plaques de blindage sur les côtés, et de blindage cage à l'arrière et sur la tourelle. Une amélioration au niveau des optiques ainsi que du système de conduite de tir, le système "Hunter-killer" a également été installé. Ce système permet au chef de déplacer automatiquement le canon sur la cible qu'il désigne avec ses optiques.
Des réservoirs de carburant peuvent être attachés à l'arrière, augmentant son autonomie.
Le Karrar serait basé sur plusieurs modèles et composants de chars possédés par l'Iran tels que le M60 Patton, le T-72S, le M1 Abrams (dont certains ont été acquis par la milice pro-Iran Hachd al-Chaabi depuis l'Irak) et le Chieftain britannique. Certains analystes notent la ressemblance du Karrar avec le char T-90 russe. L'Iran réfute toute collaboration possible avec la Russie.

## Variantes
Le 22 novembre 2020, une variante du Karrar a été présentée. Le char était repeint dans une palette de couleurs beiges avec quelques différences par rapport aux viseurs, ainsi que des systèmes optiques améliorés et l'ajout d'un système de brouillage infrarouge,.

## Opérateurs
- Iran
  - Forces terrestres du Corps des Gardiens de la révolution islamique
  - Armée de la république islamique d'Iran